# Кенгуру (повесть)
Кенгуру́ — повесть Юза Алешковского 1975 года; опубликована в 1981 году.

## Сюжет
Повесть «Кенгуру» продолжает традиции плутовского романа, в котором старый вор рассказывает о том, что происходило с ним в процессе судебного преследования в поздние сталинские времена; в события повествования втягивается и сам Сталин.

Главный герой повести «Кенгуру» — бывший заключенный Тэдэ. Его по телефону вызывает на Лубянку его давнишний заклятый враг чекист Кидалла. Выясняется причина вызова:
…в скором времени органы будут отмечать годовщину Первого Дела. Самого Первого Дела. Дела Номер Один. И к этому дню не должно быть ни одного Нераскрытого Особо Важного Дела. Ни одного. Поэтому Тэдэ предлагают на выбор десять нераскрытых дел, одно из которых он должен взять на себя. В результате, выбор падает на «Дело о зверском изнасиловании и убийстве старейшей кенгуру в Московском зоопарке в ночь с 14 июля 1789 года на 5 января 1905 года».

## Издания
- Книга: Юз Алешковский «Кенгуру»: Авантюрная повесть «Кенгуру», рассказывает о поздней сталинской эпохе. : Формат: 84x108/32, 192 стр. : ISBN 5-85412-001-1[2][3].